# Líbero Parri
Líbero Parri Romero (Burjasot, Valencia, España, 18 de enero de 1982) es un exfutbolista español. Jugaba como centrocampista y su último equipo fue el Club Gimnàstic de Tarragona. Es el hermano pequeño del también futbolista Sócrates Parri Romero.

## Trayectoria
Parri se formó en la cantera del Valencia Club de Fútbol. Debutó en la Segunda División de España con el Villarreal Club de Fútbol tras ser cedido por el Valencia C. F. Sus mejores años fueron los de la primera época en el Albacete Balompié, donde es muy querido. Parri se estableció en Primera División como un especialista en los lanzamientos de falta.
En el año 2007 fue fichado por el Cádiz, y al año siguiente, tras el descenso a 2.º División "B" de los gaditanos, fue cedido al Levante UD SAD, donde comenzó siendo titular indiscutible, asistiendo en su debut a Alex Geijo con un magnífico pase en el 1-0 contra el Real Zaragoza. Durante la temporada, cada vez careció más de protagonismo. Su último año en el Gimnàstic de Tarragona ha sido para olvidar, disputando 248 minutos.
Se retiró tras la temporada 2009-10.
Tras dejar el fútbol, trabaja como representante de futbolistas.

## Clubes
| Club                   | País   | Periodo   | Categoría          | PJ (G) |
| ---------------------- | ------ | --------- | ------------------ | ------ |
| Valencia Mestalla      | España | 1998-1999 | Segunda División B | 3 (1)  |
| Villarreal C. F.       | España | 1999-2000 | Segunda División   | 31 (3) |
| Valencia C. F.         | España | 2000-2001 | Primera División   | 4 (0)  |
| Elche C. F.            | España | 2000-2001 | Segunda División   | 18 (1) |
| C. D. Numancia         | España | 2001-2002 | Segunda División   | 22 (1) |
| Albacete Balompié      | España | 2002-2003 | Segunda División   | 30 (6) |
| Albacete Balompié      | España | 2003-2004 | Primera División   | 29 (6) |
| Racing de Santander    | España | 2004-2005 | Primera División   | 26 (0) |
| Albacete Balompié      | España | 2005-2006 | Segunda División   | 34 (8) |
| Albacete Balompié      | España | 2006-2007 | Segunda División   | 22 (8) |
| Albacete Balompié      | España | 2007-2008 | Segunda División   | 1 (0)  |
| Cádiz C. F.            | España | 2007-2008 | Segunda División   | 24 (3) |
| Levante U. D.          | España | 2008-2009 | Segunda División   | 24 (4) |
| Gimnàstic de Tarragona | España | 2009-2010 | Segunda División   | 15 (0) |